# خواكين غوميز (رامي مطرقة)
خواكين غوميز (بالإسبانية: Joaquín Gómez) هو رامي مطرقة أرجنتيني، ولد في 14 أكتوبر 1996 في أفيانيدا في الأرجنتين.

## وصلات خارجية
- خواكين غوميز على موقع الاتحاد الدولي لألعاب القوى (الإنجليزية)
- خواكين غوميز على موقع اللجنة الأولمبية الدولية (الإنجليزية)
- خواكين غوميز على موقع اللجنة الأولمبية الأرجنتينية (الإسبانية)